# Under My Thumb
«Under My Thumb» —en español: «Bajo mi pulgar»— es una canción de la banda británica de rock The Rolling Stones, incluida en el álbum Aftermath de 1966. Aunque nunca se lanzó como sencillo, la canción se hizo muy popular y fue incluida en varias presentaciones y en discos recopilatorios de la banda. En 1968, fue lanzada como sencillo en Japón.

## Composición
Escrita por Mick Jagger y Keith Richards, la letra de Jagger celebra la satisfacción el haber ganado el control e influencia sobre una previa dominación femenina. Llega al punto de comparar a una mujer con una "mascota", lo que provocó reacciones negativas en los oyentes, sobre todo feministas, las que se oponían a la supresiva política sexual del narrador masculino. Por ejemplo, la profesora estadounidense de ciencias humanas, Camille Paglia, informa que su admiración y defensa de «Under My Thumb» marcó el comienzo de una ruptura entre ella y las feministas radicales de finales de los años sesenta.
Sin embargo, puede deducirse razonablemente que la canción es caricaturesca, o simplemente una prueba de la malevolencia y de la tensión sexual, y que la malicia de las letras de Jagger son teatrales y no defienden una dominación masculina. Pero muchos coinciden que la mujer que es objeto en la canción anteriormente era dominante, mientras el narrador era sumiso ante ella. En 1995, Jagger dijo que la canción no era más antifeminista que cualquiera de sus otras canciones, pero si era la caricatura y una respuesta hacia una mujer que tenía el control.
Durante muchos años, empezando con la gira de 1969, Jagger cambió las referencias de "chica" en la letra a "mujer".
Como muchas de las canciones del período Aftermath, «Under My Thumb» utiliza una instrumentación más novedosa que la de los discos anteriores de los Stones. Lo más característico de la canción es el sonido del bajo con efecto fuzz por parte del bajista Bill Wyman y Brian Jones tocando el riff con la marimba.

## En directo
La canción se tocó en directo en varias giras de 1966, (American Tour 1966, British Tour 1966), en la European Tour 1967 y el American Tour 1969. No volvió a aparecer en directo hasta pasados 12 años, cuando se la incluyó de nuevo para las giras de 1981 y 1982, en las que se utilizaba como apertura en todos los conciertos. Volvió a ser interpretada en directo 15 años después en el Bridges to Babylon Tour de 1997-98, aunque solo de manera esporádica. También se tocó en 2006, en el A Bigger Bang Tour, nuevamente de manera esporádica, y en el No Filter Tour desde 2017 hasta 2021.

### Polémica interpretación en el Altamont Speedway '69
Esta canción también esta tristemente relacionada con la muerte de Meredith Hunter durante el concierto de los Stones en Altamont en diciembre de 1969, que cerraba el American Tour 1969. Mientras el grupo interpretaba «Under My Thumb», se produjo una pelea entre el público y la seguridad, a cargo de los Hells Angels. Hunter fue apuñalado y murió más tarde en un hospital. El hombre que apuñaló a Hunter era Alan Passaro, miembro de los Hells Angels. Un reporte incorrecto de la revista Rolling Stone decía que Hunter había sido asesinado mientras los Stones interpretaban «Sympathy for the Devil». Estos eventos pueden apreciarse en el film Gimme Shelter. Ambas canciones dejaron de formar parte del repertorio en directo del grupo durante años.

## Personal
- Mick Jagger: voz, palmas, chasquidos
- Keith Richards: guitarra acústica, guitarra eléctrica, bajo con fuzz
- Brian Jones: marimba
- Bill Wyman: bajo
- Charlie Watts: batería
- Ian Stewart: piano

## Versiones de otros artistas
- Una versión de Wayne Gibson, grabada en 1966, no logró mucho éxito en su momento pero más tarde se convirtió en un favorito en la escena del soul del Norte. En 1974 fue reeditado, y alcanzó el puesto número 17 en el Reino Unido.[8]
- The Who grabó una versión de «Under My Thumb» como lado B de su sencillo «The Last Time» de 1967.[9]
- Pentagram hizo su versión para el album [First Daze here too] de La recopilación 1972-1976.
- Tina Turner versionó a la canción en 1975. Fue incluida en su álbum Acid Queen.[10]